# Hidripa ruscheweyhi
Hidripa ruscheweyhi is een vlinder uit de familie nachtpauwogen (Saturniidae), onderfamilie Hemileucinae.
De wetenschappelijke naam van de soort is voor het eerst geldig gepubliceerd door Berg in 1885.